# Mellgölen (Norra Vi socken, Östergötland, 641590-147826)
Mellgölen är en sjö i Ydre kommun i Östergötland och ingår i Motala ströms huvudavrinningsområde.